# ورد ثلاثي الأوراق
ورد ثلاثي الأوراق (الاسم العلمي:Rosa triphylla) هو نوع من النباتات يتبع جنس الورد من الفصيلة الوردية.